# کاترینا موبرگ
کاترینا موبرگ (انگلیسی: Katharina Mo-Berge؛ زادهٔ ۲۸ اوت ۱۹۴۴) ورزشکار اسکی صحرانوردی اهل نروژ است.